# B/C-udlægning
B/C-udlægning er en af de mest brugte slangeudlægninger i det danske beredskab. For at lave en B/C-udlægning skal der benyttes en forgrener, ophalerline (benyttes sjældent), B-slange, C-slange og strålerør.
Når der skal foretages en B/C-udlægning, skal der bruges 6 brandfolk, hvor rollerne er fordelt som følger:
- Holdleder, der er fører for brandkøretøjets mandskab: Fremtager forgrener og lygte, anviser slangevejen og begiver sig mod angrebsstedet. Han udlægger og "betjener forgreneren". (Betjeningen af forgreneren kan han evt. overlade til nr. 3, hvis forholdene tillader det)
  - Nr. 1 Fremtager C-slange og begiver sig til angrebsstedet.
  - Nr. 2  Fremtager C-slanger, tilkobler slange til forgrenerens 1. udløb og udlægger slangerne til angrebsstedet, idet han sørger for en hensigtsmæssig placering af slangerne. Derefter hjælper han Nr. 1 med slangens videre fremføring.
  - Nr. 3 Fremtager B-slanger og udlægger slangerne fra pumpen til forgreneren, idet han sørger for en hensigtsmæssig placering af slangerne. Derefter melder han sig til holdlederen.
  - Nr. 4 Fremtager BBB (Brandhanenøgle, brandhanestykke og B-slange) og udlægger fødeslange. Derefter melder han sig ved motorpasseren.
  - Motorpasser: Betjener pumpen, tilkobler B-slangen og åbner for afgangen ved givet signal. Han hjælper nr. 4 med at fremtage BBB.

B/C-udlægninger bliver dog mere og mere overflødige, da højtryksslanger bliver meget mere effektive på brandkøretøjer. Det er også utroligt svært at røgdykke med en almindelig lærredsslange, da de fylder meget mere end en højtryksslange.